# 朴素淡
（1991年9月8日—），韓國女演員。其他常見翻譯有朴素丹、朴素談、朴玿談等。

## 簡歷
朴素淡畢業於韓國藝術綜合大學演劇系，與印度籍演員阿努帕姆·特里帕蒂是同學兼好友。2013年參與電影演出，進入演藝圈。2015年首次出演長篇電影《京城學校：失蹤的少女們》，2016年出演《黑祭司》獲得百想女子新人演技獎。
2021年12月，所屬事務所公佈朴素淡罹患甲狀腺乳突癌而宣布活動中斷，並進行手術治療。

## 演出作品

### 電視劇
| 年份   | 頻道     | 劇名               | 角色     |
| ------ | -------- | ------------------ | -------- |
| 2015年 | KBS      | 《紅月亮》         | 和緩翁主 |
| 2015年 | On Style | 《因為是第一次》   | 韓松伊   |
| 2016年 | KBS      | 《Beautiful Mind》 | 桂真誠   |
| 2016年 | tvN      | 《灰姑娘與四騎士》 | 殷荷媛   |
| 2020年 | tvN      | 《青春紀錄》       | 安正河   |
| 2023年 | TVING    | 《死期將至》       | 死神     |

### 電影
- 2013年：《格鬥青春》飾演 妍熙
- 2014年：《遺產（朝鲜语：이쁜 것들이 되어라）》
- 2014年：《一對一》饰演 茶坊姑娘
- 2014年：《布拉芙夫人（英语：Scarlet Innocence）》
- 2014年：《騷動青春（朝鲜语：레디액션 청춘）》
- 2014年：《尚衣院》飾演 柳月
- 2015年：《如此美好》飾演 女高中生
- 2015年：《京城學校：失蹤的少女們（朝鲜语：경성학교: 사라진 소녀들）》飾演 妍德
- 2015年：《老手》飾演 趙泰吾女友
- 2015年：《思悼》飾演 文昭媛
- 2015年：《黑祭司》飾演 李英信
- 2016年：《雪徑（朝鲜语：설행 눈길을 걷다）》飾演 瑪麗亞
- 2016年：《國家代表2》飾演 利智惠
- 2016年：《我的鄰居是吸血鬼》
- 2017年：《獄火重生：金昌洙》
- 2018年：《第五列》
- 2018年：《群山：詠鵝（朝鲜语：군산: 거위를 노래하다）》飾演 珠恩
- 2019年：《寄生上流》飾演 金基婷
- 2020年：《福岡》飾演 素丹
- 2022年：《極速快遞》飾演 銀河
- 2023年：《幻影》飾演 由里子
- 待定：《庆州纪行》饰演 英珠

### 話劇
- 2016年：《LET THE RIGHT ONE IN》
- 2016年：《THE MEDICI 2016》
- 2016年：《CLOSER》
- 2017年：《亨利爺爺與我》
- 2020年12月 - 2021年2月：《亨利爺爺與我》

### 配音
- 2017年：《Underdog（英语：Underdog (2018 film)）》

### 綜藝節目
- 2019年 ：TVN 《一日三餐》山村篇
- 2020年 ：JTBC《感性露營》

### 主持
- 2020年 ：JTBC《第34屆金唱片獎》專輯部門
- 2021年 ：JTBC《第35屆金唱片獎》數碼音源部門

## 獲獎
- 2015年：第16屆釜山電影評論家協會獎（朝鲜语：부산영화평론가협회상）－新人女演員賞（《京城學校：失蹤的少女們（朝鲜语：경성학교: 사라진 소녀들）》）
- 2015年：第16屆年度女性電影人獎（朝鲜语：올해의 여성영화인상）－新人演技賞（《黑祭司們》）
- 2015年：Cine21電影獎（朝鲜语：씨네21 영화상）－年度女子新人演員（《黑祭司們》）
- 2016年：第7屆年度電影獎－新人女演員賞（《黑祭司們》）
- 2016年：第11屆MaxMovie最佳電影獎（朝鲜语：맥스무비 최고의 영화상）－女子新人演員獎、新星獎（《黑祭司們》）
- 2016年：第21屆春史電影獎－新人女演員賞（《黑祭司們》）
- 2016年：第52屆百想藝術大賞－電影部門 女子新人演技賞（《黑祭司們》）
- 2016年：第25屆釜日電影獎－女配角賞（《黑祭司們》）
- 2016年：第21屆釜山國際影展－女子配角演技賞（《黑祭司們》）
- 2016年：第37屆青龍電影獎－女配角賞（《黑祭司們》）
- 2016年：第3屆韓國電影製作人協會獎－女配角賞（《黑祭司們》）
- 2019年：新墨西哥影評人協會（New Mexico Film Critics Circle）－最佳整體演出[亞軍]（《寄生上流》）[5]
- 2019年：波士頓影評人協會－最佳整體演出[亞軍][註 2]（《寄生上流》）[6]
- 2019年：西雅圖影評人協會（英语：Seattle Film Critics Society）－最佳整體演出（《寄生上流》）[7]
- 2019年：女性影評人線上協會（Online Association of Female Film Critics）－最佳整體演出[亞軍]（《寄生上流》）[8]
- 2020年：哥倫布影評人協會－最佳整體演出（《寄生上流》）[9]
- 2020年：第26屆美國演員工會獎－最佳電影整體演出（英语：Screen Actors Guild Award for Outstanding Performance by a Cast in a Motion Picture）（《寄生上流》）[10]
- 2020年：在線電影與電視協會（Online Film & Television Association）－最佳整體演出（《寄生上流》）[11]
- 2020年：金賽電影獎（英语：Gold Derby Awards）－最佳整體演出（《寄生上流》）[12]
- 2020年：國際電影愛好者協會（英语：International Cinephile Society）－最佳整體演出（《寄生上流》）[13]
- 2020年：克羅魯迪斯獎（英语：Chlotrudis Society for Independent Film）－最佳整體演出（《寄生上流》）[14]

## 備註
1. ↑  名字有「樸實無華、淨素、素氣與雅淡」的涵義，同時也具有討人喜愛之意[1]。
2. ↑  與《從前，有個好萊塢》並列

## 外部連結
- NAVER （页面存档备份，存于）
- 朴素淡的Instagram帳戶